# Ричардс, Майкл
Майкл Энтони Ричардс (англ. Michael Anthony Richards; род. 24 июля 1949, Калвер-Сити, Калифорния, США) — американский актёр и комедиант, выигравший три премии «Эмми» (1993, 1994, 1997) за роль Космо Крамера из телесериала «Сайнфелд». Менее известен как сценарист (девять эпизодов двух сериалов в 1981 и 2000 годах) и продюсер (семь эпизодов одного сериала в 2000 году). В 2013 году Ричардс вернулся на телевидение с ролью в ситкоме «Кёрсти».

## Биография
Майкл Энтони Ричардс родился в Калвер-Сити, штат Калифорния, в 1949 году. Его родители — Филлис (в девичестве Нардоззи), библиотекарь медицинской документации, и Уильям Ричардс, инженер-электрик. Майкл два года отслужил в армии — однако, не во Вьетнаме, где тогда шла война, а в Западной Германии.
Майкл учился в Калифорнийском институте искусств и получил степень бакалавра в 1975 году. Во время учёбы, неоднократно играл в студенческих спектаклях. Несколько лет провел в «в поисках себя» в коммуне в горах Санта-Крус.
В течение 18 лет Майкл Ричардс был женат на Кэтлин, семейном психотерапевте; в браке у них родилась дочь София. В начале 1990-х они развелись.

## Фильмография
| Год       |    | Русское название              | Оригинальное название        | Роль             |
| --------- | -- | ----------------------------- | ---------------------------- | ---------------- |
| 1982      | ф  | Молодость, больница, любовь   | Young Doctors in Love        | Маламуд Каллахан |
| 1986      | тф | Фресно                        | Fresno                       | второй подручный |
| 1986      | с  | Полиция Майами                | Miami Vice                   | Пагони           |
| 1989      | ф  | Ультравысокая частота         | UHF                          | Стэнли Спадовски |
| 1989—1998 | с  | Сайнфелд                      | Seinfeld                     | Космо Крамер     |
| 1990      | ф  | Трудный ребёнок               | Problem Child                | Мартин Бэк       |
| 1993      | ф  | Яйцеголовые                   | Coneheads                    | клерк в мотеле   |
| 1993      | ф  | Я женился на убийце с топором | So I Married an Axe Murderer | репортёр газеты  |
| 1994      | ф  | Пустоголовые                  | Airheads                     | Дуг Бич          |
| 1995      | ф  | Сумасшедшие герои             | Unstrung Heroes              | Дэнни Лидз       |
| 1997      | ф  | Процесс и ошибка              | Trial and error              | Ричард Риетти    |
| 2000      | тф | Дэвид Копперфильд             | David Copperfield            | Уилкинс Микобер  |
| 2009      | с  | Умерь свой энтузиазм          | Curb Your Enthusiasm         | Майкл Ричардс    |
| 2013—2014 | с  | Кёрсти                        | Kirstie                      | Фрэнк Бакстер    |